# Диего Сааведра
Диего Сааведра Фахардо (на испански: Diego Saavedra Fajardo) е испански дипломат и писател.

## Биография
Роден е в малкото градче Алхесарес, намиращо се на 5 километра южно от Мурсия. Произхожда от знатно семейство от рода на маркизите Велес, най-могъщите благородници в провинция Мурсия. Учи право и богословие в Университета на Саламанка между 1600 и 1608 г. След завършването си заминава за Рим, където през 1612 г. започва дипломатическа кариера като секретар на Гаспар де Борха – посланика на Испания в Рим.
Пътува също до Неапол и Сицилия като пълномощник на посолството, за известно време работи и като държавен секретар на Неапол.
Печели доверието на крал Филип IV и постепенно става негов главен представител и посредник в отношенията на Испания с Германия и Швейцария. За две години е посланик в Рим (1631-1633), след което е назначен като постоянен представител на Испания в двора на баварския крал Максимилиан, лидер на Католическата лига (съюз на верните на немския крал Фердинанд II и католицизма сили) по време на Тридесетгодишната война.
Дипломатическата дейност на Сааведра се засилва и навлиза в своя най-тежък период с обявяването на война от страна на Франция, управлявана от Ришельо, на Испания през 1635 г. Участва активно в преговорите и подписването на Вестфалския мирен договор от 1648 г., където се дава независимост на Холандия, управлявана дотогава от Испания. Изтощен и разтърсен от тези бурни събития, част от едни от най-тежките периоди от историята на Испания, Диего Сааведра се връща болен в Мадрид. Скоро след това се оттегля в августински манастир, където умира на 24 август 1648 г.

## Творчество
Диего Сааведра пише главно в областта на политиката и философията. Неговият най-значим труд е „Представата за един християнски принц, представена в сто беседи“ (1640). Това е изящна и интелектуална книга-наръчник за модел на поведение и управление на всеки монарх, която е много популярна за времето си.
От трудовете на Сааведра като историк, най-известната му книга е „Готическите, кастилските и австрийските кралски династии“ (1648), пълно биографично и хронологично представяне на изброените крале.
Сааведра пише и сатирични трудове в бароков стил като „Литературна република“ и „Лудостта на Европа“, посветени главно на преговорите в Мюнстер, довели до Вестфалския мирен договор, пряк участник в които е и той.